# 本田博 (学術研究者)
本田 博（ほんだ ひろし (Hiroshi HONDA)、昭和25年（1950年）3月22日 - ）は、産業フロンティア研究会代表。日本出身の工学者、規制科学者、エコノミスト。
1993年から1997年にかけて日本ペンシルバニア州立大学同窓会長を務めた後、1998年、同学Board of Trusteesより日本出身の卒業生として初めてDistinguished Alumnus Awardを、工学部よりOutstanding Engineering Alumnus Awardを授与されている。

## 経歴
1950年3月22日、金沢市内に生まれる。
1968年、京都大学工学部機械工学科に入学。
1972年、京都大学卒業。三井造船株式会社 (MES) 入社。
山下勇が創設した海外留学制度により、第1回留学生としてミシガン大学にて1974年7 - 8月の8週間英語集中課程を経て、ペンシルバニア州立大学修士課程を1976年8月修了。帰国後、海洋構造物である石油掘削用Jack-Up Rigの強度に関する研究を行い、1986年1月、京都大学より工学博士号を授与される。
造船・重機械業界に属する三井造船では、1972年より玉野研究所機械研究室、帰国後、機械要素研究室、東京本社機械事業本部企画管理本部、千葉研究所機能材開発室及び開発設計部、東京本社総合企画本部 経営企画部、事業開発部、マーケティング部で勤務し、さらに米国テキサス州ヒューストンにあるMES Engineering Inc. の代表Professional Engineer (PE)を、1999年まで約10年間務める。
1991年より、一般財団法人日本エネルギー経済研究所 Senior Economist 兼太平洋コールフロー推進委員会 The Japanese Committee for Pacific Coal Flow (JAPAC) Director Energy Master Plans & Conferencesとして、”環境と開発に関する国際連合会議（地球サミット、リオ・サミット）、国際エネルギー機関 (IEA)、APEC Energy Working Groupに関わるコミュニケーション活等等に注力し、Editorとして英文ニュースレター JAPAC News No. 1 - No. 8 を世界に発信し、Gro Harlem Brundtland, George H. W. Bush, Bill Clinton, George W. Bush, François Mitterrand, Jacques Chirac, Nicolas Sarkozy, François Hollande, Emmanuel Macron, Helmut Kohl, Angela Merkelらの海外主要国の首脳からも認知されるに至った。1994年よりMES東京本社第二事業本部環境エネルギー総括部プロジェクト部で勤務し、限定的出版や、IEA主催国際会議での論文発表も行う。
米国では、1992年5月に、Rensselaer Polytechnic Institute  の招聘により、エネルギーマスタープラン関連の講義を大学で行ったのを始めに、1994年10月に至るまでWashington, D. C., New Orleans及びHawaii Maui島で行われたASME等主催の夏期及び冬期年次大会、産業諮問ボードによるパネルセッションや Tribology Symposium においても、エネルギーと環境、技術と社会、エンジニアリング職のグローバル化についての講演や、日米間のビジネスに関わる基調講演 (和英) を行う。
1996年より財団法人宇宙環境利用推進センター (JSUP) 内の地下無重力実験センター利用支援室長及び調査研究部主任研究員を務め、国際シンポジウムIN SPACEの組織化、調査研究、出版などの仕事に従事した。この頃以降、財団法人での講演以外に東京電機大学大学院、同志社大学、湘南工科大学で教鞭を取る。
2000年より、東京都立科学技術大学教授待遇などのポストを得て、2002年6月、アメリカ合衆国エネルギー省エネルギー技術研究所から、"Political Environment of Japan"と題する講演に対し、Certificate of Appreciation for Outstanding Presentationを授与される。イリノイ州クック郡シカゴに本部を置くInstitute for the International Education of Students（IES）講師、東京大学Executive Program講師を務め、2019年5月、マサチューセッツ州サフォーク郡ボストンのJohn F. Kennedy Presidential Library登録研究者となる。一般社団法人日本機械学会（JSME）において、東京大学生産技術研究所木内学教授の指名により、日本の産業フロンティア研究分科会主査、技術と社会部門研究企画委員長を務め、さらに 日本機械学会創立百周年記念講演会パネルセッション「21世紀の地球産業フロンティア 」座長、商議員などを務める。
アメリカ機械学会（ASME）では、Nominating Committee Member (役員推薦委員会委員)、国際機械工学コングレス(IMECE)におけるEngineering and Technology Management Group代表、Technology and Society Division Chairなどを務めた。IMECE 2000 - IMECE 2004では、歴代ASME会長によるパネルセッション、英国貿易産業省、アメリカ国立衛生研究所、アメリカ国立科学財団からDirectorレベルの講師、民間企業の社長を招いてのセッションなどの組織化及び座長を務めた。IMECE 2011 - 2014で発表した講演論文については、単著によるグローバルリーダー養成、言葉の壁、カルチャーギャップなどについての講演論文、ウィスコンシン大学のHephzibah Kumpaty教授との共著による日・米・印の三カ国連携による将来のグローバルリーダー養成についての講演論文の発表、Public Ivies Exchange Programの提唱、規制科学・規制工学分野についての論文が上げられる。規制科学・規制工学分野の講演は、日本学術会議でも行った。なお、IMECE 2011からIMECE 2013については、和文で参加報告を執筆した。

## 人物
- 母校であるペンシルバニア州立大学日本同窓会長を務め、在任中には内藤克俊のプラーク（plaque）を、1995年5月5日にジョアブ・トーマス総長隣席の元で大学へ献呈し[27]、日本ペンステート同窓会支援スカラーシップを1996年に創設した。[27] 1997年7月の日本機械学会百周年記念講演会[23]に 、座長として、the Pennsylvania State University Executive Vice President and ProvostであるJohn Brighton博士を基調講演者として、東京大学木内学教授、Maurice Bourène EU科学技術参事官、Japan Transactions Partners Ltd.のNicｈolas Benes代表、日本エネルギー経済研究所藤目和哉常務理事、東京工業大学渡辺千靭教授をパネリストとして招聘し、さらに東京と京都で同窓会を開催した。

- 地域活動としては、1994年から2007年にかけて、浦安市国際交流協会や習志野市民カレッジの主催行事に講師として招かれ、著作『ホンネで活かす外国人社員』や実体験などを元に講演すると共に、講演論文集[33]を出版し、国際移住機関 (IOM) のDirector Generalや大学の要人にも配布した。習志野市国際交流協会誌 (NIA Square)には、国際教育のあり方などについての記事を寄稿した[34]。

- 2018年5月31日に文京シビック（東京都文京区春日）で開催された講演会では、「グローバル人材をどう育てるか」と題する講演を行った。日本の新聞紙には、大相撲の国際化[35]や、外国人プロフェッショナルの雇用に関わる問題点及び課題などについての記事が掲載された[36][37]。英字新聞には、Daily Yomiuriなどより下記の英文編著書 Working in Japan (1992-01-01)の紹介記事が、ASME News (New York, February 1987) より Japanese Comments on American Waysが掲載された。

## 出版

### 著書
- 本田博「第1章 研究開発を見る」『モノを見る目』奥村孝(監修)、日経BP、1990年1月30日、1-81頁。ISBN 4822270963。
- Hiroshi Honda, ed (1992-01-01). 編著書 Working in Japan: An Insider's Guide for Engineers. New York City, Manhattan: American Society of Mechanical Engineers. ISBN 0791800253
- Hiroshi Honda (2000-10-01). 編著書 Working in Japan: An Insider's Guide for Engineers and Scientists (2nd Edition ed.). New York City, Manhattan: American Society of Mechanical Engineers. ISBN 0791801527
- 本田博(編著)『ホンネで活かす外国人社員』にっかん書房、1994年4月13日。ISBN 4526035181。
- 本田博、アラン・モギッシ『規制科学･規制工学概論』養賢堂、2017年6月1日。ISBN 978-4-8425-0560-2。

### 編者として
- Honda, H., CCUJ/MES Editor/Author, A Feasibility Study of Coal Oil Agglomeration and Heating System for the Republic of Indonesia (1995)
- 本田博編, 宇宙環境利用国際シンポジウム IN SPACE‘98 講演論文集 (宇宙環境利用推進センター, 東京, 1998 年 11 月) Honda, H., Editor, Bound Volume for Symposium Papers and Abstracts for International Symposium on Space Utilization IN SPACE ‘98, (Japan Space Utilization Promotion Center, September, 1998) English and Japanese
- 本田博編, 宇宙環境利用国際シンポジウム IN SPACE‘97 講演論文集 (宇宙環境利用推進センター , 東京, 1997 年 11 月) Honda, H., Editor, Proceedings of International Symposium on Space Utilization IN SPACE ‘97, (Japan Space Utilization Promotion Center, November 1997) English-Japanese Contrast
- JSUP 編（編集担当 本田博）, 微小重力応用海外文献抄録集, Vol. 5 (1998 年 3 月)
- JSUP 編（編集担当 本田博）, 微小重力応用海外文献抄録集, Vol. 4 (1997 年 3 月)
- JSUP 編（編集担当 本田博）, 平成 9 年度 JSUP 宇宙環境利用の展望 (1998 年 3 月)
- JSUP 編（編集担当 本田博）, 平成 8 年度 JSUP 宇宙環境利用の展望 (1997 年 3 月)
- 本田博・小針利明編, P-SC286 日本機械学会「日本の産業フロンティア研究分科会」成果報告書 (1998 年12 月)
- 本田博編, 日本機械学会 100 周年記念講演会パネル討論「２１世紀の地球産業フロンティア」講演論文集 (東京, 1997 年 7 月) Honda, H., Editor/Author, Proceedings of JSME Centennial Grand Congress Plenary Session ”Global Industry Frontier of the 21st Century”, (JSME, Tokyo, July 1997) English-Japanese Contrast
- Honda, H., Editor, Proceedings of Engineering & Technology Management Group Symposium on Successfully Managing the Risk and Development of Your Business and Technology, IMECE 2000 (ASME, 2000)
- Honda, H., Editor, Proceedings of Engineering & Technology Management Group Symposium on Partnering to Succeed: Keys to Managing Technology Development, Risks and Globalization, IMECE 2001 (ASME, November 2001)
- Honda, H., Editor, Proceedings of Engineering & Technology Management Group Symposium on Industry, Technology, Society and History, International Mechanical Engineering Congress and Exposition (IMECE) 2002 (ASME, November 2002)
- Honda, H., Editor, Proceedings of Technology & Society Division Sessions, International Mechanical Engineering Congress and Exposition (IMECE) 2003 (ASME, November 2003)

### 学位論文
- Hiroshi Honda, An Analysis of the Effect of a Crack Type Flaw at a Gear Tooth Fillet by Finite Element Techniques, Master of Science Thesis Submitted to the Pennsylvania State University (August 1976) with One NASA-Cited JSME Transactions Quality Paper Published from the Thesis Contents
- 本田博『Research on the Strength of Racks for Jack-Up Units(ジャッキアップ装置用昇降ラックの強度の研究)』（工学博士論文）京都大学、1986年。学位授与番号: 乙第5799号、国立国会図書館書誌ID:000000166859。

### 論文
- 本田博、J. C. Conway, 有限要素法による歯元にき裂を有する歯車の応力解析とその強度評価への適用, 日本機械学会論文集 C 編, Vol. 45, No. 392 (東京，1979年4月)
- 本田博、北村誠一、山田富稔、ジャッキアップ用昇降ラックの強度の研究, 第 1 報: 高張力鋼製大形ガス切断ラックと機械仕上げラックの疲労挙動, 日本機械学会論文集 C 編, Vol. 50, No. 452 (東京，1984 年 4 月) pp. 687-696 を始めとする関係論文和英11編
- Honda H., Outlook for Coal Supply and Demand and Environmental Protection Measures in the Asia-Pacific, Energy in Japan, No. 128 (IEEJ, July 1994)
- Honda, H., JAPAC International Meeting Coal Flow ’93, Energy in Japan, No. 122 (IEEJ, July 1993)
- 本田博、アジア・太平洋地域における石炭需給と環境対策の将来, エネルギー経済, Vol. 20, No. 6 (日本エネルギー経済研究所, 1994 年 6 月)
- 本田博、石炭とリグナイトの利用の将来, エネルギー経済, Vol. 20, No. 5 (日本エネルギー経済研究所, 1994 年 5 月)
- Honda, H., Overview of Regulatory Science and Engineering over the Past Four Years in Global Arena, American Journal of Environmental Engineering and Science, 2016. 3(1): 1-20, Published online February 2, 2016 (http://www.aascit.org/journal/ajcees), ISSN 2381-1153 (Print) ISSN 2381-1161 (Online)
- 本田博、アランモギッシ、5038 規制の合理化における課題と提言: 規制科学(RS)・規制工学(RE) における減災性/脆弱性、不確か性、確率性を有する問題の定量化に向けて、日本学術会議主催安全工学シンポジウム 2015 講演論文集 (日本学術会議 2015 年 7 月 2-3 日) pp. 160-163.
- 本田博、5042 海洋構造物・建築物における疲労と破壊の事例および事故防止における課題と規制科学・規制工学の役割について、日本学術会議主催安全工学シンポジウム 2015 講演論文集 (日本学術会議、2015 年 7 月 2-3 日) pp. 176-179.
- Moghissi A. A. and H. Honda, Paper No. 5040 Regulatory Transparency: Regulatory Science and Engineering vs Ideology Related to Golden Rice, Proceedings of Safety Engineering Symposium 2015 (Science Council of Japan, Tokyo, July 2 and 3, 2015), pp. 172-175.
- Moghissi A. A., Pei, S. and H. Honda, Paper No. 5041 Regulatory Transparency: Regulatory Science and Engineering vs Ideology Related to Ionizing Radiation, Proceedings of Safety Engineering Symposium 2015 (Science Council of Japan, Tokyo, July 2 and 3, 2015), pp. 172-175.  　 上述以外に多数出版

### その他
学会活動やその他の国際活動を通して得た体験や出版物などを元に、養賢堂『機械の研究』誌に「産業・ビジネスおよび工学のグローバル化と教育の役割」と題する連載講座 (1)～(16)などを執筆。